# Orgosolo
Orgosolo (sardisk: Orgòsolo) er en by og en kommune (comune) i provinsen Nuoro i regionen Sardinien i Italien. Byen ligger i 620 meters højde og har 4.210 indbyggere (2016). Kommunen har et areal på 222,6 km² og grænser til kommunerne Dorgali, Fonni, Mamoiada, Nuoro, Oliena, Talana, Urzulei og Villagrande Strisaili.